# Banco de Occidente
Die Banco de Occidente S.A. (deutsch Bank des Westens) ist eine kolumbianische Finanzinstitution und gehört mit ihren Tochtergesellschaften landesweit zu den größten Banken. Sie ist Teil des Finanzmischkonzerns Grupo Aval, Kolumbiens größte Bankengruppe und wird von dem zweit reichsten Geschäftsmann des Landes, Luis Carlos Sarmiento, gesteuert. Sarmiento hält etwa 95 Prozent der ausstehenden Aktien des Unternehmens.

## Unternehmensstruktur
Zur Banco de Occidente gehören auch die Finanzunternehmen Fiduciaria de Occidente, Banco de Occidente (Panamá), Occidental Bank Barbados und Ventas y Servicios. Ihr Sitz ist in Cali, im Westen des Landes, wie auch der Name übersetzt „Bank des Westens“ suggeriert. Die Bilanzsumme Ende 2016 betrug 35,9 Mio. US-Dollar.

## Unternehmensentwicklung
Banco de Occidente nahm seine Tätigkeit am 3. Mai 1965 auf. Die ersten Büros wurden in Cali, Palmira, Pereira und Armenia eröffnet. 1970 hatte die Bank ein Netzwerk von 15 Filialen. 1973 begann das Kreditinstitut unter dem Einfluss von Luis Carlos Sarmiento, der sie mit einer größeren Kapitalausstattung stärkte, sich national und international besser aufzustellen. Ende 1976 hat die Bank ihr eigenes Kreditkartensystem Credencial installiert. 1980 wurde das Filialnetz so weiter entwickelt, dass auch Regionaldirektionen gebildet werden konnten. Im Dezember desselben Jahres hatte die Bank 80 Büros eingerichtet, Vermögenswerte von 16 Milliarden Pesos und ein Eigenkapital von 1,875 Billionen Pesos aufgebaut.
Im Juni 1982 Juni eröffnet die Bank ihre Tochtergesellschaft Banco de Occidente (Panamá). Im Juni 1997 weihte sie einen neuen Sitz im historischen Stadtteil von Cali ein, wo auch die Generaldirektion der Bank konzentriert ist, sowie die Mitarbeiter der Südwest-Region, ihre Tochtergesellschaften und damit verbundene Unternehmen. Am 28. Februar 2005 und 2. Oktober 2006 wurden mit der Banco Aliadas und der Banco Unión Colombiano jeweils Verwaltung und Kundenservice zusammengelegt.